# انتخابات الرئاسة الفنزويلية 1978
انتخابات الرئاسة الفنزويلية 1978 هي الانتخابات الرئاسية التي جرت في 1978، في فنزويلا، لانتخاب رئيس فنزويلا، فاز بالانتخابات لويس هيريرا كامبينس.